# زبان اشاره آلمانی
زبان اشاره آلمانی زبان اشاره‌ای است که توسط ناشنوایان و کم شنوایان در آلمان و درمیان جامعهٔ آلمانی‌زبان بلژیک استفاده می‌شود.